# Pellenes vanharteni
Espèce
Pellenes vanharteni est une espèce d'araignées aranéomorphes de la famille des Salticidae.

## Distribution
Cette espèce est endémique du Cap-Vert. Elle se rencontre sur Sal.

## Description
La carapace du mâle holotype mesure 1,3 mm de long sur 1,1 mm et l'abdomen 1,2 mm de long sur 0,9 mm.

## Étymologie
Cette espèce est nommée en l'honneur d'Anthony van Harten.

## Publication originale
- Wesołowska, 1998 : Taxonomic notes on jumping spiders from the Cape Verde Islands (Araneae: Salticidae). Boletim do Museu Municipal do Funchal (Historia Natural), vol. 50, no 251, p. 125-135.